# Haid (Parsberg)
Haid ist ein Gemeindeteil der Stadt Parsberg im Landkreis Neumarkt in der Oberpfalz.

## Geographie
Haid liegt rund 4,5 km nordöstlich des Ortskerns von Parsberg. Der nächstgelegene größere Gemeindeteil von Parsberg ist das Dorf Hörmannsdorf, welches 1,5 km nordöstlich des Weilers liegt. Haid hat sieben Einwohner.

## Geschichte
Das bayerische Urkataster zeigt Haid in den 1810er Jahren als einen Weiler mit drei Herdstellen, fünf Teichen und einem Brunnen. 
Noch heute ist Haid überwiegend landwirtschaftlich geprägt. Die Teiche wurden zugeschüttet und verebnet. Hinzu gekommen sind einige Wirtschaftsgebäude und eine kleine Kapelle in der Ortsmitte.

## Verkehr
- Eine Gemeindeverbindungsstraße verbindet Haid zu der östlich verlaufenden Staatsstraße 2234 hin.
- Der ÖPNV bedient den Ort mit der Buslinie 548 der VGN.